# Osroene
Osroene (ook: Osrhoëne, Osrohene of Osroëne; Syrisch: ܡܠܟܘܬܐ ܕܒܝܬ ܥܣܪܐ ܥܝܢܐ, Malkuṯā d-Bēt ʿŌsrāʿĪnē; Oudgrieks: Ὁσροηνή Hosrhoènè), beter bekend onder de naam "Koninkrijk van Edessa", was een koninkrijk in het Nabije Oosten van 132 v.Chr. tot aan 244 n.Chr. waar het Syrisch als voertaal werd gebruikt. De meerderheid van de inwoners van Osroene waren Arameeërs, met een minderheid van Griekse en Parthische vermenging.

## Geschiedenis

### Van zelfstandig naar Romeins
Het land had zich van het Seleucidische Rijk afgescheiden toen dat uiteengescheurd werd door oorlogen. Koning Abgar (Aramese koning die regeerde van 13-50) maakte van Osroene het eerste christelijke land. Toen de Romeinen oprukten naar het oosten wist Osroene zich lange tijd te handhaven als bufferstaat tussen het Romeinse Rijk en het Parthische Rijk, werd dan een Syrische autonome regio in het Romeinse Rijk en ten slotte in 213 n.Chr. een Romeinse provincie.Tijdens de derde eeuw werd Osroene voortdurend binnengevallen door de Parthen, later Sassaniden, maar steeds wisten de Romeinen hun gezag te herstellen. In 244 kwam de Abgaren-dynastie ten val en werd Osroene een 'gewone' Romeinse keizerprovincie. Door de hervormingen van Diocletianus werd Osroene in 314 opgenomen in Dioecesis Orientis.

### Byzantijns-islamitisch strijdperk
Osroene's hoofdstad Edessa was belangrijk voor de verspreiding van het christendom in Mesopotamië, Perzië en Armenië. Na de splitsing van het Romeinse Rijk in 395 werd Osroene een Byzantijnse provincie. In 641 veroverden de Arabieren de provincie en voegden haar bij het Islamitisch Kalifaat. De (christelijke) Byzantijnen deden vaak pogingen om het gebied te herwinnen, wat verscheidene malen lukte: in 944 (het kleed van Edessa werd als relikwie buitgemaakt), en tussen 1031 en 1086. In 1098 veroverde Boudewijn van Boulogne Osroene, en stichtte er het graafschap Edessa, een kruisvaarderstaat; het grondgebied komt echter niet geheel overeen met het antieke Osroene. In 1144 veroverde Zengi Edessa, maar na zijn dood 2 jaar later kwam de bevolking in opstand en trachtte de onafhankelijkheid te herstellen. Zengi's opvolger Nur ad-Din heroverde Edessa, en met de val van de tweede stad Turbessel in 1149 eindigde het graafschap. 

### Latere geschiedenis
Sinds 1144 werd Edessa langzamerhand geheel geïslamiseerd. Osroene verloor zo geleidelijk haar eeuwenlange christelijke bewoning. De massamoorden van 1894-1896 en 1915-1923 maakten praktisch een einde aan de christelijke aanwezigheid in Osroene. De oude hoofdstad Edessa, in 1637 bij de verovering door de Ottomanen hernoemd tot Urfa en in 1984 door de Turken omgedoopt tot Şanlıurfa, ligt heden in Turkije, maar een deel van het gebied ligt in het huidige Syrië.